# Adam Wilhelm Knuth (1854-1888)
 Der er flere personer med dette navn, se Adam Wilhelm Knuth.
Adam Wilhelm lensgreve Knuth (5. september 1854 på Knuthenborg – 22. oktober 1888 på Højstrup) var en dansk godsejer, bror til Eggert Christopher Knuth.
Han var søn af Frederik Marcus Knuth og hustru Karen født Rothe og arvede som 20-årig grevskabet Knuthenborg ved broderens død 1874. Han blev kammerherre og hofjægermester, men døde allerede 1888, blot 34 år gammel.
Knuth blev gift 2. december 1879 på Hvidkilde med Margarethe Christine Lucie baronesse Rosenørn-Lehn (14. april 1859 på Rossjöholm, Sverige – 30. december 1887 på Knuthenborg), datter af Erik Christian Hartvig baron Rosenørn-Lehn (1825-1904) og Polyxene Adelheid Louise Elise Pechlin von Löwenbach (1834-1910). Hun levede endnu kortere end sin mand. Knuth blev efterfulgt af sin søn, Eggert Knuth, der kun var 6 år gammel, da faderen døde.